# Aspidosperma formosanum
Aspidosperma formosanum là một loài thực vật có hoa trong họ La bố ma. Loài này được Duarte mô tả khoa học đầu tiên năm 1973.